# جيمس أ. فولي
جيمس أ. فولي هو قاضي ومحامي وسياسي أمريكي، ولد في 21 يونيو 1882 في نيويورك في الولايات المتحدة، وتوفي في 11 فبراير 1946. نشط حزبياً في الحزب الديمقراطي. وقد انتخب عضو جمعية ولاية نيويورك ‏ وانتخب عضو مجلس ولاية نيويورك ‏.